# Tracto rubroespinal
El tracto rubroespinal o el haz rubroespinal son un conjunto de fibras que nacen en el núcleo rojo mesencefálico que decusan y descienden por la médula espinal hasta llegar al asta anterior (ventral) de la médula. Cuando llegan a los efectores, estimulan los movimientos flexores e inhiben la actividad extensora de los miembros superiores. Este haz se complementa con el haz corticoespinal para el control del movimiento voluntario.
El núcleo rojo al poseer control voluntario, tiene representación somatotópica motora. Circula por el mismo sitio que el haz corticoespinal cruzado, sigue por las áreas laterales llegando hasta las motoneuronas. Por lo tanto cuando se lesiona el haz corticoespinal cruzado también lo hace el rubroespinal, quedando el individuo sin capacidad motora voluntaria. 